# Piwiarnia
Piwiarnia – lokal gastronomiczny przeznaczony głównie do spożywania piwa.
Oprócz funkcji gastronomicznej piwiarnie pełnią funkcję społeczną, integrując bywalców. Lokale te służą swobodnym pogawędkom i zabawie. Często w piwiarniach istnieje możliwość gry w karty, kości, darty, czy piłkarzyki. W piwiarniach często można usłyszeć lekką muzykę (piosenka biesiadna).
Do piw nalewanych z beczek, jak również podawanych w butelkach, serwuje się zwykle ciepłe i zimne przekąski.

## Słynne piwiarnie
- Bürgerbräukeller
- Zum Schwarzen Ferkel
- Hofbräuhaus am Platzl
- U Zlatého Tygra

## Galeria

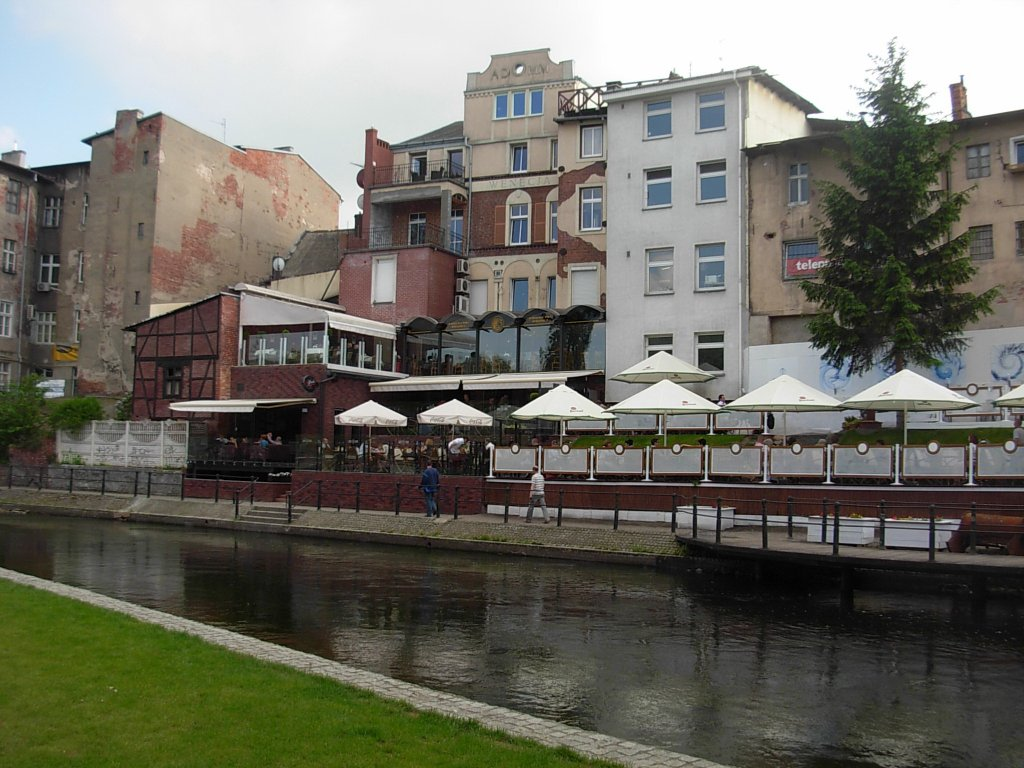
Piwiarnia w Bydgoszczy nad brzegiem Młynówki
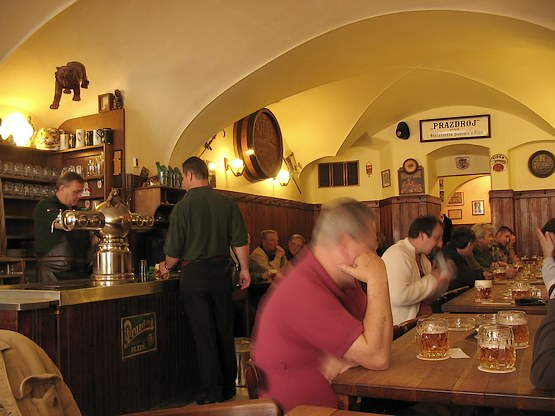
Wnętrze gospody „U Zlatého Tygra” w Pradze
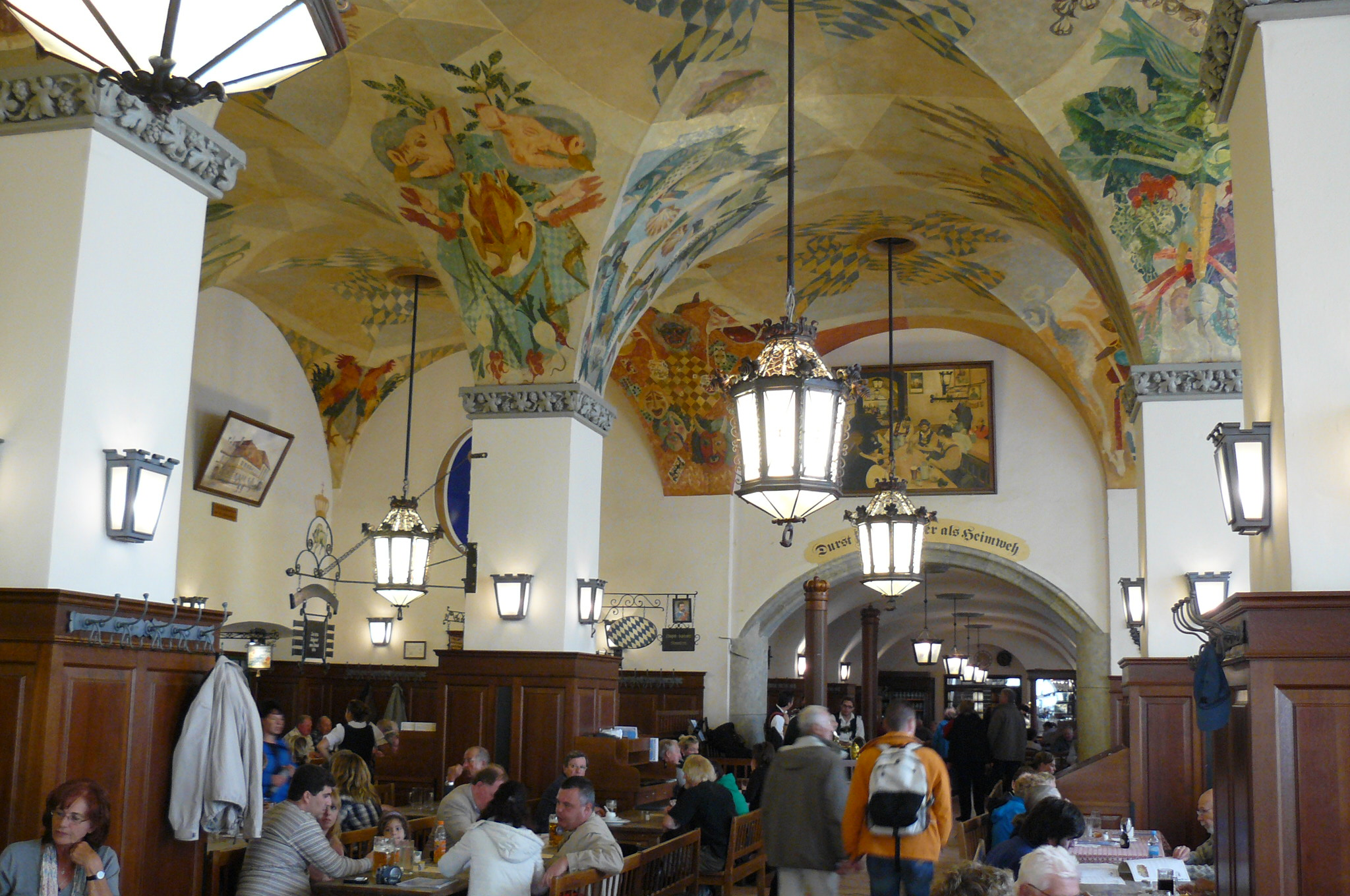
Wnętrze piwiarni „Hofbräuhaus am Platzl” w Monachium
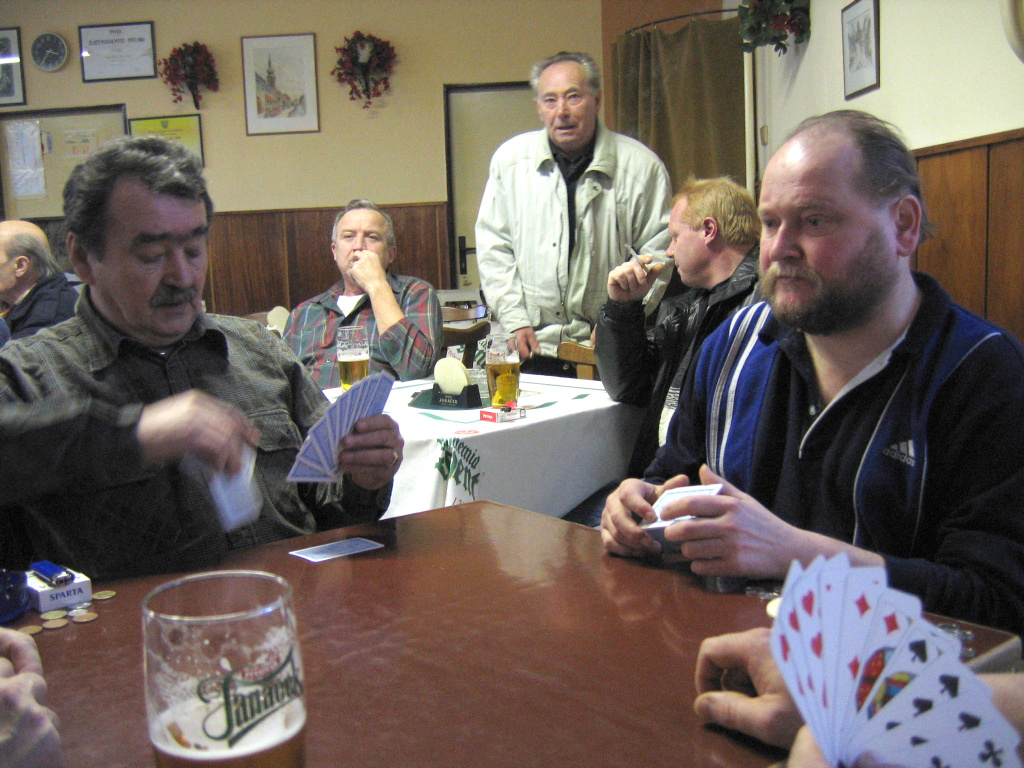
Wnętrze piwiarni w Czechach